# Seestadt metróállomás
Seestadt egy metróállomás Bécsben a bécsi metró U2-es vonalán. Seestadt Aspern városrészben található, Donaustadt kerületben. Az állomást 2013-ban nyitották meg.

## Szomszédos állomások
A metróállomáshoz az alábbi állomások vannak a legközelebb:
- Aspern Nord

## Átszállási kapcsolatok
| U2 (Schottentor ↔ Seestadt) |                        |                         |
| Állomás                     | Átszállási kapcsolatok | Fontosabb létesítmények |
| Seestadt                    | 84A, 88A, 88B          |                         |